# 田中俊一 (物理学者)
田中 俊一（たなか しゅんいち、1945年1月9日 - ）は、日本の工学者（原子力工学、放射線物理学・放射線遮蔽工学）。学位は工学博士（東北大学・1978年）。原子力規制委員会委員長（初代）。
日本原子力研究所副理事長、独立行政法人日本原子力研究開発機構特別顧問、社団法人日本原子力学会会長（第28代）、内閣府原子力委員会委員長代理、財団法人高度情報科学技術研究機構会長、内閣官房参与などを歴任した。

## 来歴

### 生い立ち
1945年、福島県福島市生まれ。国鉄職員だった父の転勤により福島県伊達郡伊達町（のちの福島県伊達市）で小学校に通ったのち、中学生から会津地方（福島県西部）で過ごし、福島県立会津高等学校を卒業する。
子供の頃から数学と理科は得意で、日本がエネルギー資源に乏しく、対日石油禁輸で太平洋戦争へと追い詰められた歴史もあり、原子力に可能性を感じて専攻に選んだ。1967年3月に東北大学工学部原子核工学科を卒業し、同年4月に特殊法人日本原子力研究所（のちの日本原子力研究開発機構）に入所した。なお、1978年12月に、東北大学より工学博士の学位を取得した。博士論文の題は『熱蛍光線量計による放射線測定に関する研究』である。

### 日本原子力研究所
日本原子力研究所では、1992年4月に原子炉工学部にて遮蔽研究室の室長に就任し、1997年12月には企画室の室長に就任した。1999年4月には東海研究所の副所長に就任。同年9月に発生した東海村JCO臨界事故では放射線量測定や事態収束方法の検討に携わった。
2002年7月より東海研究所の所長に就任するとともに、日本原子力研究所の理事を務めることになった。2004年1月、日本原子力研究所の副理事長に就任した。
なお、日本原子力研究所在勤時、日本原子力研究所労働組合（原研労組）中央執行委員を務めたことがある。また、2005年6月より、日本原子力学会の副会長を務めた。

### 日本原子力研究開発機構
その後、日本原子力研究所は核燃料サイクル開発機構と統合再編され、新たな独立行政法人として日本原子力研究開発機構が発足することになった。2005年10月、日本原子力研究開発機構の特別顧問に就任した。また、2006年6月には、日本原子力学会の会長に就任した。

### 内閣府原子力委員会
2007年1月から2009年12月まで、内閣府の審議会等の一つである原子力委員会の委員となり、常勤の委員長代理を務めた。また、2007年8月、特定非営利活動法人の放射線安全フォーラムにて副理事長に就任した。

### 高度情報科学技術研究機構
2010年4月、財団法人（のちに一般財団法人に移行）の高度情報科学技術研究機構にて会長に就任した。2011年3月11日の東北地方太平洋沖地震（東日本大震災）は茨城県ひたちなか市の自宅で迎えた。東京電力福島第一原子力発電所が津波により冷却に必要な電源を喪失していることをラジオで知り「大変なことになる」と直感したとおり、福島第一原子力発電所事故が進行していた。事故対応に忙殺される現役の原子力関係者に代わり、同月14日に天皇・皇后への事態のご進講を要請され、夜中に自家用車を走らせて上京し、15日に、スリーマイル島原子力発電所事故より深刻であると想像される旨を説明した。同時に、原子力学会会長も務めた身として安全神話への驕りがあったことも痛感し。同年4月1日には、原発推進の学者16人連名で「原子力の平和利用を先頭だって進めてきた者として、今回の事故を極めて遺憾に思うと同時に国民に深く陳謝する」「状況はかなり深刻で、広範な放射能汚染の可能性を排除できない。」として、原子力災害対策特別措置法に基づき、国と自治体、産業界、研究機関が一体となって緊急事態に対処することを求める異例の緊急提言を発表した。同年4月11日より、文部科学省の原子力損害賠償紛争審査会にて委員を務める。同年5月には、福島県内の除染が開始された。高度情報科学技術研究機構の会長を退き、2012年4月に顧問に就任した。自らも仲間とともに、福島県飯館村長泥地区に入って、（放射性降下物が付着しやすい）民家の屋根や雨樋を洗浄したり表土や草を剥ぎ取ったりする作業に従事したが、汚染地域は広大で「なかなかむつかしい」と日記で述懐している。
また、同年9月11日より内閣官房参与も務めた。ほかに、福島県除染アドバイザー、伊達市除染アドバイザーなども務めた。

### 原子力規制委員会
環境省の外局である原子力規制委員会の初代委員長に就任することとなった。2012年9月19日、皇居宮殿正殿松の間で行われた認証官任命式で天皇から認証され、委員長に就任した。原子力利用を推進してきた田中の委員長就任には批判もあったが、原子力事故の再発を防ぐため津波だけでなく活断層や火山噴火などの影響を厳しく想定する規制・審査を推進し、原子力発電推進派から「過剰規制」と反発されるほどだった。また、委員会の会合は公開とし、記者会見はインターネット中継した。
2017年9月22日、委員長を退任。退任後は、復興のため郷里福島に戻った。
2022年、旭日重光章受章。

### 原子力規制委員長退任後
最後の記者会見で「福島県に住む」と宣言し、飯舘村から借りた一軒家を「飯舘山荘」と名付けて同年12月に引っ越した。翌2018年2月には村から無給のアドバイザーを引き受け、茨城県と半々で行き来しながら妻と2人で暮らしている。村人からおすそ分けされるなどした山菜やキノコを食べるときは、放射線量を測定して記録している。食品の放射線量規制は過剰という見解だが、人の心に宿った不安の払拭は容易ではないとも理解している。

## 主張

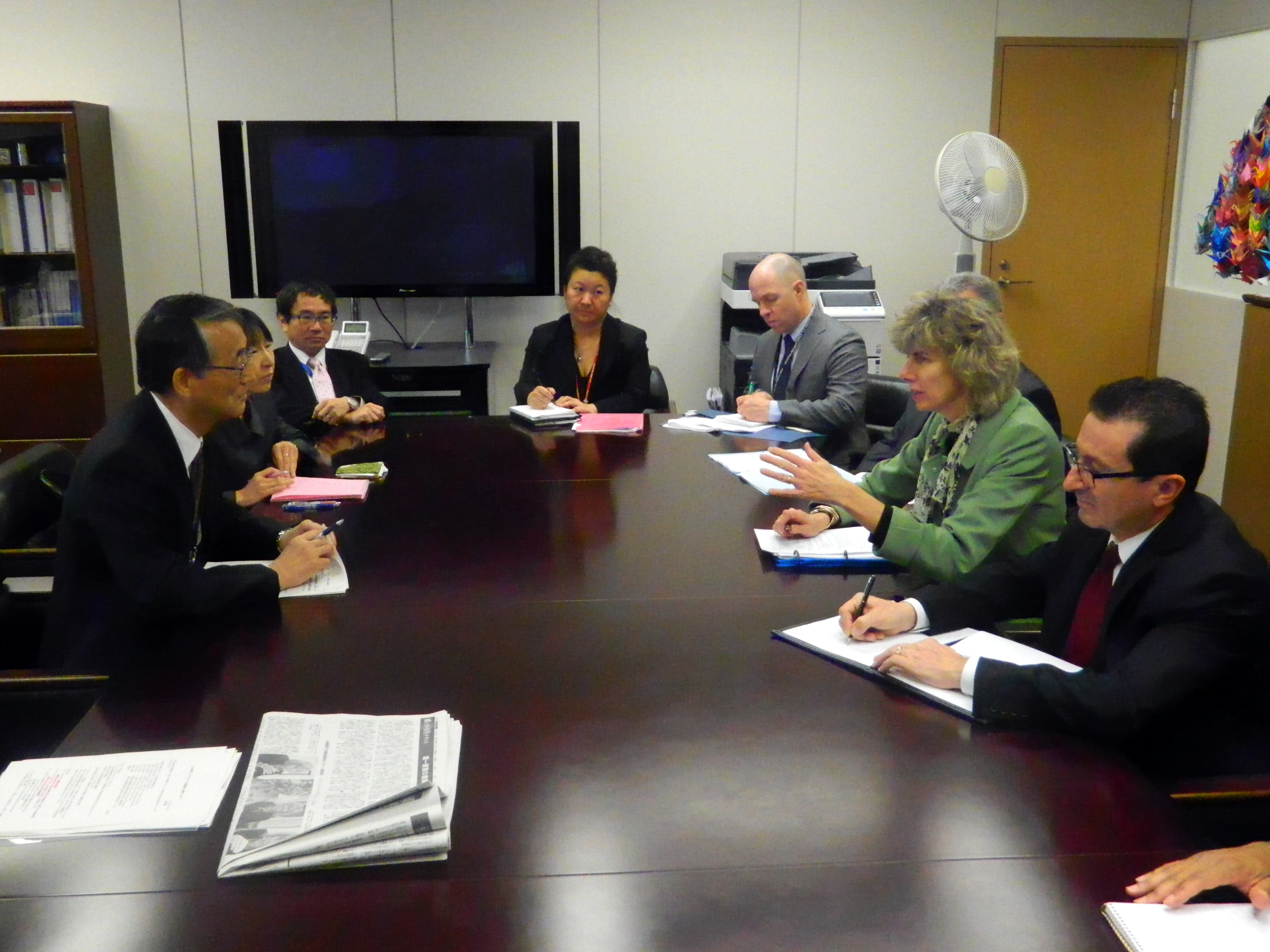
2013年12月4日、アメリカ合衆国原子力規制委員会委員長アリソン・マクファーレン（右から2人目）らと

- 2009年8月18日 「往々にしてもんじゅは動かすことに頭がいっていて、もんじゅを一体どういうふうに使うかということが、この14年間の空白の中で若干当事者、関係者含めて忘れ去られている。」[16]
- 2011年7月25日 放射線の健康影響 JCO臨界事故による住民に対する最大の影響は心的ストレス[17]
- 2011年8月23日 国（政治）が取組むべき緊急課題は、(1)国の責任で放射能除染に早急に着手すること、(2)放射能除染に伴う廃棄物の最終処分方法を早急に提示すること(3)住民に対する健康管理[18]
- 2011年9月1日 「…飲料水の暫定基準値は1リットル当たり200ベクレル。海水浴場で海水を毎日1リットル飲む人がどこにいますか。こういう基準を決めることで、小学校や中学校のプールの除染が難しくなり、除染コストがどれだけ増える考えたことがあるのでしょうか。…海水浴場の基準を200ベクレルにしても何も起きません。もう異常としか言いようがない。東電の事故がきっかけですが、国が被害を拡大していると言いたくなります。」「科学者の様々な意見を否定はしませんが、現在の状況で国際的な合意と違う異見を主張して、国民を混乱させるのは控えるべきであると思います。」「100ミリシーベルト以下ではそんなに健康影響は大きくありません。」「一番のリスクは被ばくを怖れるストレスと言われています。」[4]
- 2013年7月に柏崎刈羽原子力発電所の再稼働問題について、地元新潟県の泉田裕彦知事と、東京電力の広瀬直己社長との会談が物別れに終わったことに関し、「申請が出されれば粛々と審査していく。」とし、「地元自治体との調整については規制委員会では関与しない。」と述べた[19]。
- いわゆる「原子力ムラ」の関係者だという意見がある[20]。

## 略歴
- 1945年 - 福島県福島市にて誕生。

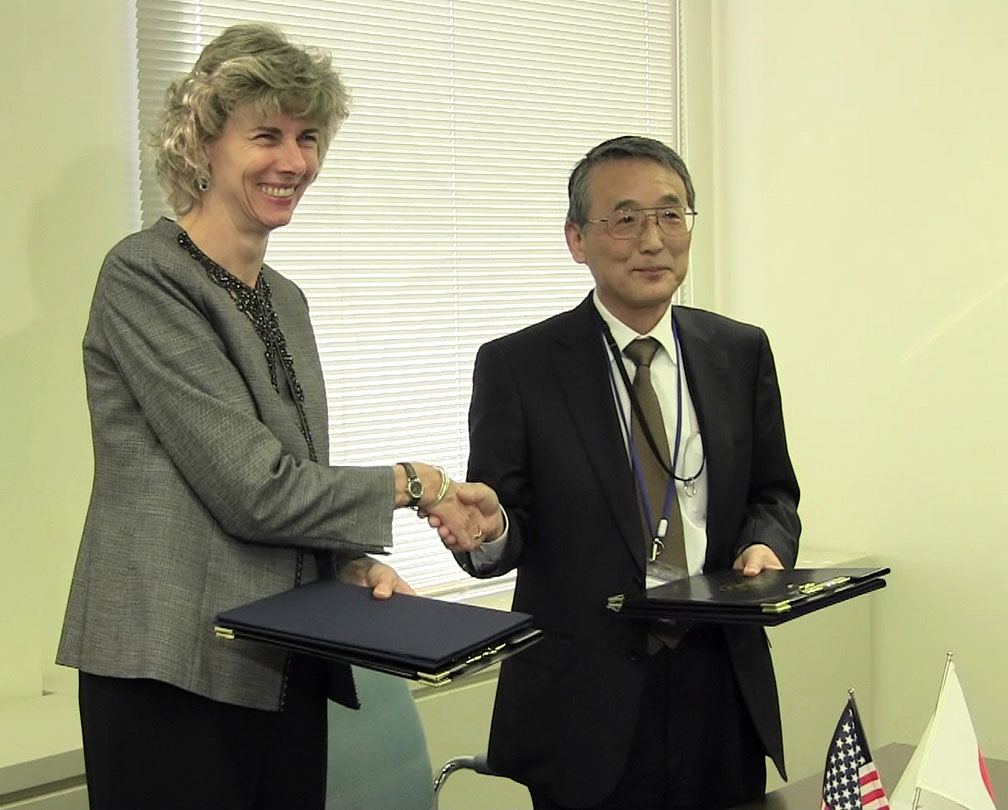
2012年12月18日、アメリカ合衆国原子力規制委員会委員長アリソン・マクファーレン（左）と

- 1963年 - 福島県立会津高等学校卒業。
- 1967年 - 東北大学工学部原子核工学科卒業。日本原子力研究所入所。
- 1992年 - 日本原子力研究所原子炉工学部遮蔽研究室室長。
- 1997年 - 日本原子力研究所企画室室長。
- 1999年 - 日本原子力研究所東海研究所副所長。
- 2002年 - 日本原子力研究所東海研究所所長。日本原子力研究所理事。
- 2004年 - 日本原子力研究所副理事長。
- 2005年 - 日本原子力学会副会長。日本原子力研究開発機構特別顧問。
- 2006年 - 日本原子力学会会長。
- 2007年 - 内閣府原子力委員会委員長代理。
- 2007年 - 放射線安全フォーラム副理事長。
- 2010年 - 高度情報科学技術研究機構会長。
- 2011年 - 原子力損害賠償紛争審査会委員。
- 2012年 - 高度情報科学技術研究機構顧問。内閣官房参与。原子力規制委員会委員長。
- 2017年 - 原子力規制委員会委員長を退任[21]。